# Due cuori e una cucina
Due cuori e una cucina (Rare Birds) è un film del 2001 diretto da Sturla Gunnarsson.
La pellicola è l'adattamento cinematografico del romanzo omonimo di Edward Riche, sceneggiatore del film.

## Trama
Dave Purcell è proprietario del ristorante "The Auk" (L'Alca) in un posto sperduto dell'isola di Terranova. Nonostante la grande abilità culinaria, il ristorante non ha clienti; Dave, inoltre, è stato abbandonato dalla moglie che si è trasferita a Washington. Unico amico di Dave è Phonse, uno strambo inventore che sta progettando un "veicolo ricreativo subacqueo", ossia un sommergibile da diporto, e vorrebbe finanziare le sue ricerche con la vendita di 12 kg di cocaina rinvenuta in mare qualche anno prima. È proprio Phonse a ideare un mezzo per attirare clienti nel ristorante di Dave: fingere l'avvistamento, nei pressi del ristorante, di un'Anatra sulfurea di Tasker, un uccello raro avvistato per l'ultima volta a Terranova nel 1985 e ritenuto da allora estinto. Il trucco ha successo: appassionati di birdwatching si riversano nella zona diventando di conseguenza clienti del ristorante. Dave riesce a gestire il successo grazie soprattutto all'aiuto di Alice, la cognata di Phonse, una studentessa di architettura appassionata di opera lirica. Dave si innamora della ragazza. Agenti delle giubbe rosse, alla ricerca di un dispositivo luminoso ideato da un fisico bulgaro amico di Phonse, fanno irruzione nel ristorante interrompendo l'iniziale idillio con la giovane. Alice ritorna a Toronto per frequentare l'università.